# Бома (Лот)
Бома (фр. Beaumat) насеље је и општина у јужној Француској у региону Миди Пирене, у департману Лот која припада префектури Гурдон.
По подацима из 2011. године у општини је живело 78 становника, а густина насељености је износила 9,63 становника/km². Општина се простире на површини од 8,10 km². Налази се на средњој надморској висини од 320 метара (максималној 426 m, а минималној 238 m).

## Демографија
| 1962. | 1968. | 1975. | 1982. | 1990. | 1999. | 2011. |
| ----- | ----- | ----- | ----- | ----- | ----- | ----- |
| 95    | 101   | 97    | 98    | 78    | 63    | 78    |

График промене броја становника у току последњих година